# Ronde van Frankrijk 2003
De 90e editie van de Ronde van Frankrijk ging van start op zaterdag 5 juli 2003 in Parijs, waar de ronde op 27 juli ook eindigde.
Het totale parcours had een lengte van 3427,5 km, verdeeld over 21 etappes. Er waren zeven bergetappes, waarvan drie in de Alpen en vier in de Pyreneeën. 198 renners, verdeeld over 22 ploegen, gingen van start. Slechts 147 daarvan reden de Tour uit.
De Texaan Lance Armstrong won deze editie van de Ronde van Frankrijk. In 2012 bleek echter dat hij doping heeft gebruikt. Hierop besloot de UCI Armstrong als winnaar te schrappen. Tourdirecteur Christian Prudhomme besloot om geen nieuwe winnaar aan te wijzen.
In 2003 vierde de Tour de France zijn honderdste verjaardag: op 1 juli 1903 ging de eerste Tour van start, om deze reden kwam de editie van 2003 langs beroemde plekken uit de tourgeschiedenis. Vanwege o.a. de Eerste en Tweede Wereldoorlog was deze Tour echter niet de honderdste, maar de negentigste editie.

## Etappeoverzicht
| Etappe  | Parcours                                  | Winnaar              | Nationaliteit       | Klassementsleider  |
| ------- | ----------------------------------------- | -------------------- | ------------------- | ------------------ |
| proloog | Parijs                                    | Bradley McGee        | Australië           | Bradley McGee      |
| 1       | Saint-Denis - Meaux                       | Alessandro Petacchi  | Italië              | Bradley McGee      |
| 2       | La Ferté - Sedan                          | Baden Cooke          | Australië           | Bradley McGee      |
| 3       | Charleville-Mézières - Saint-Dizier       | Alessandro Petacchi  | Italië              | Jean-Patrick Nazon |
| 4       | Joinville - Saint-Dizier (ploegentijdrit) | Team US Postal       | Verenigde Staten    | Víctor Hugo Peña   |
| 5       | Troyes - Nevers                           | Alessandro Petacchi  | Italië              | Víctor Hugo Peña   |
| 6       | Nevers - Lyon                             | Alessandro Petacchi  | Italië              | Víctor Hugo Peña   |
| 7       | Lyon - Morzine                            | Richard Virenque     | Frankrijk           | Richard Virenque   |
| 8       | Sallanches - Alpe d'Huez                  | Iban Mayo            | Spanje              | Lance Armstrong    |
| 9       | Le Bourg-d'Oisans - Gap                   | Aleksandr Vinokoerov | Kazachstan          | Lance Armstrong    |
| 10      | Gap - Marseille                           | Jakob Piil           | Denemarken          | Lance Armstrong    |
| RUSTDAG |                                           |                      |                     |                    |
| 11      | Narbonne - Toulouse                       | Juan Antonio Flecha  | Spanje              | Lance Armstrong    |
| 12      | Gaillac - Cap Découverte (ind. tijdrit)   | Jan Ullrich          | Duitsland           | Lance Armstrong    |
| 13      | Toulouse - Plateau de Bonascre            | Carlos Sastre        | Spanje              | Lance Armstrong    |
| 14      | Saint Girons - Loudenvielle               | Gilberto Simoni      | Italië              | Lance Armstrong    |
| 15      | Bagnères-de-Bigorre - Luz Ardiden         | Lance Armstrong      | Verenigde Staten    | Lance Armstrong    |
| RUSTDAG |                                           |                      |                     |                    |
| 16      | Pau - Bayonne                             | Tyler Hamilton       | Verenigde Staten    | Lance Armstrong    |
| 17      | Dax - Bordeaux                            | Servais Knaven       | Nederland           | Lance Armstrong    |
| 18      | Bordeaux - Saint-Maixent-l'École          | Pablo Lastras        | Spanje              | Lance Armstrong    |
| 19      | Pornic - Nantes (ind. tijdrit)            | David Millar         | Verenigd Koninkrijk | Lance Armstrong    |
| 20      | Ville-d'Avray - Parijs                    | Jean-Patrick Nazon   | Frankrijk           | Lance Armstrong    |

## Belgische en Nederlandse prestaties

### Belgische etappezeges
- In 2003 was er geen Belgische etappezege.

### Belgische prestaties eindklassement
55. op 1u 50' 33" Christophe Brandt

62. op 2u 02' 01" Kurt Van De Wouwer

86. op 2u 37' 20" Serge Baguet

89. op 2u 40' 50" Mario Aerts

115. op 3u 21' 43" Marc Wauters

147 (rode lantaarn). op 4u 48' 35" Hans de Clercq

### Nederlandse etappezeges
- Servais Knaven won de 17e etappe naar Bordeaux.

### Nederlandse prestaties eindklassement
32. op 1u 07' 55" Michael Boogerd

99. op 2u 56' 35" Bram de Groot

123. op 3u 33' 45" Servais Knaven

128. op 3u 38' 38" Koos Moerenhout

132. op 3u 51' 56" Léon van Bon

## Etappes

### Proloog
- Datum: zaterdag 5 juli (proloog) - 6,5 km (tijdrit) - Parijs
- Winnaar: Bradley McGee, Australië (La Française des Jeux)
- Verloop: Kettingprobleem kost Millar zijn overwinning.
- Beste Nederlander: Servais Knaven op 0'23"
- Beste Belg: Marc Wauters (Rabobank) op 0'16"

### Eerste etappe
- Datum: zondag 6 juli - 168 km - Saint-Denis/Montgeron - Meaux
- Winnaar: Alessandro Petacchi, Italië (Fassa Bortolo)
- Verloop: In de laatste kilometer een massale valpartij waardoor onder andere Levi Leipheimer en Marc Lotz moeten opgeven en vele anderen gewond raken.
- Beste Nederlander: Léon van Bon (29e) op 0"
- Beste Belg: Marc Wauters (35e) op 0"
- Geel: Bradley McGee
- Beste Nederlander: Servais Knaven op 0'27"
- Beste Belg: Marc Wauters op 0'20"

### Tweede etappe
- Datum: maandag 7 juli - 204 km - La Ferté - Sedan
- Winnaar: Baden Cooke, Australië (La Française des Jeux)
- Verloop: massasprint.
- Beste Nederlander: Michael Boogerd (28e) op 0"
- Beste Belg: Marc Wauters (36e) op 0"
- Gele trui: Bradley McGee
- Beste Nederlander: Servais Knaven (53e) op 0'27"
- Beste Belg: Marc Wauters (28e) op 0'20"

### Derde etappe
- Datum: dinsdag 8 juli - 168 km - Charleville-Mézières - Saint-Dizier´
- Winnaar: Alessandro Petacchi, Italië (Fassa Bortolo)
- Verloop: massasprint na lange ontsnapping. Michael Boogerd blesseert knie bij val.
- Beste Nederlander: 64e Servais Knaven op 0´
- Beste Belg: 35e Marc Wauters op 0´
- Gele trui: Jean-Patrick Nazon, Frankrijk
- Eerste Nederlander in klassement: Servais Knaven (53e) op 0'35"
- Eerste Belg in klassement: Marc Wauters (29e) op 0'28"

### Vierde etappe
- Datum: woensdag 9 juli - ploegentijdrit 69 km - Joinville - Saint-Dizier
- Winnaar: Team US Postal
- Verloop: US Postal wint de ploegentijdrit en bezet de plaatsen 1 tot en met 8 in het klassement. Voor het eerst krijgt een Colombiaan het geel om de schouders in de Ronde van Frankrijk.
- Gele trui: Víctor Hugo Peña, Colombia (US Postal)
- Eerste Nederlander in klassement: Servais Knaven (36e) op 1'40"
- Eerste Belg in klassement: Kurt Van De Wouwer (38e) (Quick Step) op 1'45"

### Vijfde etappe
- Datum: donderdag 10 juli - 196 km - Troyes - Nevers
- Winnaar: Alessandro Petacchi, Italië (Fassa Bortolo)
- Verloop: Massasprint na mislukte langdurige ontsnapping van vijf renners. Zabel en McEwen vallen voor sprint.
- Beste Nederlander: Michael Boogerd (35e) op 0`
- Beste Belg: Axel Merckx (36e) op 0`
- Gele trui: Víctor Hugo Peña
- Beste Nederlander: Servais Knaven (36e) op 1'40"
- Beste Belg: Kurt Van De Wouwer (38e) op 1'43"

### Zesde etappe
- Datum: vrijdag 11 juli - 230 km - Nevers - Lyon
- Winnaar: Alessandro Petacchi, Italië
- Verloop: Twee koplopers worden na 180 kilometer in de aanval te hebben gereden in de slotkilometer bijgehaald. Petacchi wint vervolgens de massasprint.
- Beste Nederlander: Léon van Bon (28e) op 0"
- Beste Belg: Axel Merckx (77e) op 0"
- Gele trui: Víctor Hugo Peña
- Beste Nederlander: 36e Servais Knaven op 1'40"
- Beste Belg: 38e Kurt Van De Wouwer op 1'43"

### Zevende etappe
- Datum: zaterdag 12 juli - 230 km - Lyon - Morzine
- Winnaar: Richard Virenque, Frankrijk (Quick Step)
- Verloop: Virenque maakte deel uit van kopgroep die de hele etappe vooruit reed.
- Beste Nederlander: Michael Boogerd (52e) op 5'45"
- Beste Belg: Kurt Van De Wouwer (16e) op 4'06"
- Gele trui: Richard Virenque
- Beste Nederlander: Michael Boogerd (50e) op 7'14"
- Beste Belg: Kurt Van De Wouwer (19e) op 4'21"

### Achtste etappe
- Datum: zondag 13 juli - 219 km - Sallanches - l'Alpe d'Huez
- Verloop: Mayo wint na op mooie wijze op l'Alpe d'Huez. In de achtergrond wist Armstrong vele aanvallen op zijn koppositie af te slaan
- Winnaar: Iban Mayo, Spanje (Euskaltel)
- Beste Nederlander: Michael Boogerd (19e) op 4'39"
- Beste Belg: Rik Verbrugghe (70e) op 31'41"
- Gele trui: Lance Armstrong
- Beste Nederlander: Michael Boogerd (26e) op 7'42"
- Beste Belg: Kurt Van De Wouwer (57e) op 31'21"

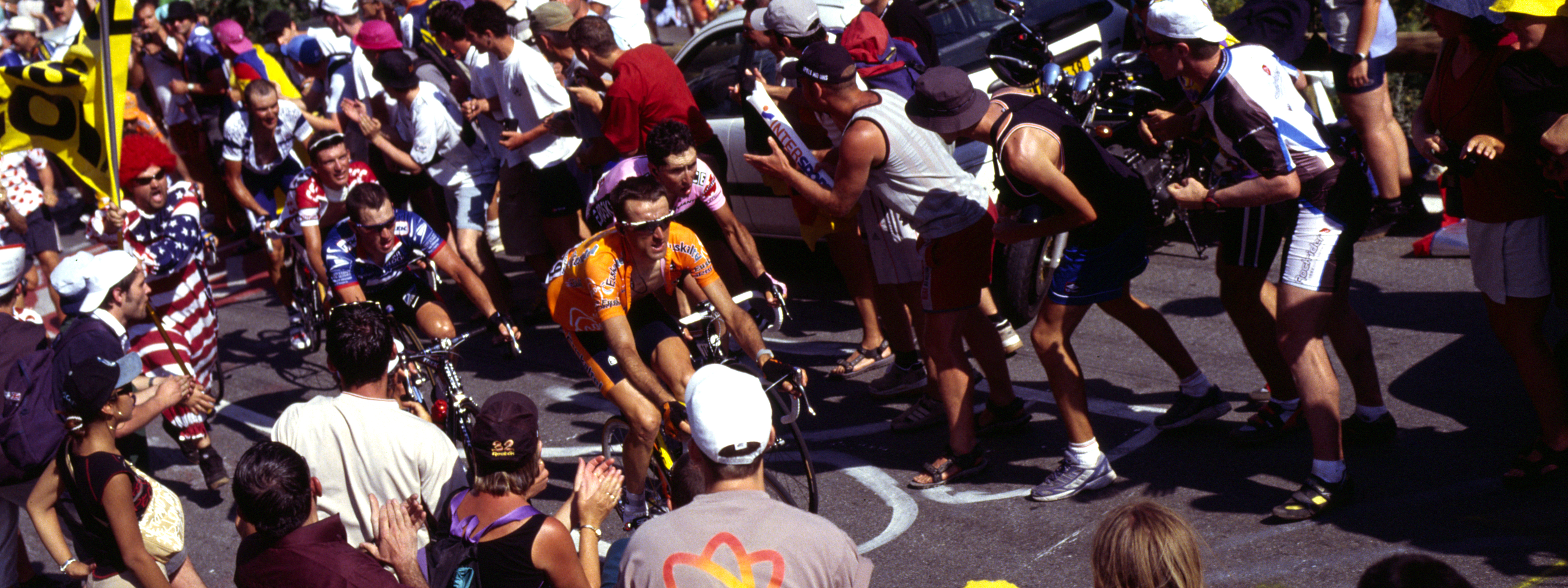
De groep der favorieten met onder anderen Armstrong, Zubeldia, Beloki, Hamilton, Basso en Laiseka (met petje, links verscholen achter gele vlag)

### Negende etappe
- Datum: maandag 14 juli - 184 km - Le Bourg-d'Oisans - Gap
- Winnaar: Aleksandr Vinokoerov, Kazachstan (Telekom)
- Verloop: Vinokoerov komt op Quatorze Juillet solo over de streep. In de achtergrond raakt de Tour met Joseba Beloki een van de favorieten kwijt. De Spanjaard komt ten val in de slotafdaling en breekt zijn dijbeen, zijn pols en zijn elleboog.
- Beste Nederlander: Michael Boogerd (24e) op 1'47"
- Beste Belg: Axel Merckx (40e) op 2'00"
- Gele trui: Lance Armstrong
- Beste Nederlander: Michael Boogerd (23e) op 8'53"
- Beste Belg: Kurt Van De Wouwer (59e) op 46'23"

### Tiende etappe
- Datum: dinsdag 15 juli - 219 km - Gap - Marseille
- Winnaar: Jakob Piil, Denemarken (CSC)
- Verloop: Lange ontsnapping van negen renners waaronder Bram de Groot, Serge Baguet en Piil. Laatstgenoemde wint, voor Fabio Sacchi en De Groot.
- Beste Nederlander: Bram de Groot (3e) op 0'49"
- Beste Belg: Serge Baguet (7e) op 2'07"
- Gele trui: Lance Armstrong
- Beste Nederlander: Michael Boogerd (23e) op 8'53"
- Beste Belg: Kurt Van De Wouwer (60e) op 46'23"

woensdag 16 juli was er een rustdag

### Elfde etappe
- Datum: donderdag 17 juli - 153 km - Narbonne - Toulouse
- Winnaar: Juan Antonio Flecha, Spanje (iBanesto.com)
- Beste Nederlander: Bram de Groot op 0'04"
- Beste Belg: Marc Wauters op 0'42"
- Gele trui: Lance Armstrong
- Beste Nederlander: Michael Boogerd (23e) op 8'53"
- Beste Belg: Kurt Van De Wouwer op 46'23"

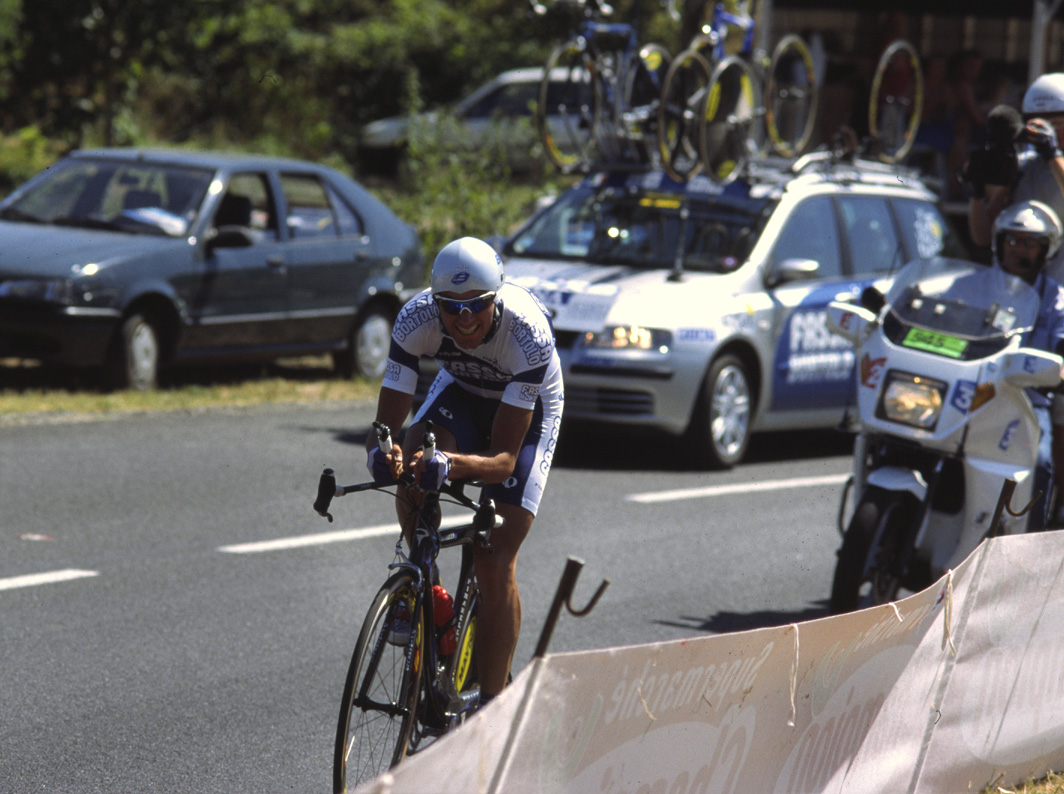
Ivan Basso tijdens zijn tijdrit

### Twaalfde etappe
- Datum: vrijdag 18 juli - 47 km (tijdrit) - Gaillac - Cap Découverte
- Verloop: In een 47 kilometer lange tijdrit verslaat Ullrich met groot verschil Lance Armstrong op diens specialisme.
- Winnaar: Jan Ullrich, Duitsland (Bianchi)
- Beste Nederlander: 44e plaats: Servais Knaven 7'22"
- Beste Belg: 29e Marc Wauters op 6'20"
- Gele trui: Lance Armstrong, voorsprong 0'34" op Jan Ullrich
- Beste Nederlander: 24e Michael Boogerd op 15' 45"
- Beste Belg: 57e Kurt Van De Wouwer op 52' 13"

### Dertiende etappe
- Datum: zaterdag 19 juli - 197 km - Toulouse - Plateau de Bonsacre
- Winnaar: Carlos Sastre, Spanje (CSC)
- Beste Nederlander: Michael Boogerd (26e) op 9'05"
- Beste Belg: Rik Verbrugghe (37e) op 14'37"
- Gele trui: Lance Armstrong
- Beste Nederlander: Michael Boogerd (26e) op 26'07"
- Beste Belg: Kurt Van De Wouwer (68e) op 1u 24' 39"

### Veertiende etappe
- Datum: zondag 20 juli - 191 km - Saint Girons - Loudenvielle
- Winnaar: Gilberto Simoni, Italië (Saeco)
- Verloop: Simoni maakt eindelijk zijn grootspraak waar. Armstrong concentreert zich op het achterwiel van Ullrich en verliest net niet het geel aan Vinokourov.
- Beste Nederlander: Léon van Bon (109e) op 32'56"
- Beste Belg: Christophe Brandt (30e) op 8'22"
- Gele trui: Lance Armstrong
- Beste Nederlander: Michael Boogerd (35e) op 57'39"
- Beste Belg: Kurt Van De Wouwer (68e) op 1u 24' 39"

### Vijftiende etappe
- Datum: maandag 21 juli - 159 km - Bagnères-de-Bigorre - Luz-Ardiden
- Winnaar: Lance Armstrong
- Verloop: Armstrong wint eindelijk een etappe na aanval na aanval af te hebben geslagen.
- Beste Nederlander: Michael Boogerd (21e) op 6'17"
- Beste Belg: Kurt Van De Wouwer (33e) op 10'13"
- Gele trui: Lance Armstrong
- Beste Nederlander: Michael Boogerd (31e) op 1u 04'16"
- Beste Belg: Kurt Van De Wouwer (65e) op 2u 00'17"

dinsdag 22 juli was er een rustdag

### Zestiende etappe
- Datum: woensdag 23 juli - 197 km - Pau - Bayonne
- Winnaar: Tyler Hamilton, Verenigde Staten (CSC)
- Verloop: In de laatste bergetappe bewijst Hamilton dat hij terecht heeft doorgereden met een gebroken sleutelbeen!
- Beste Nederlander: Bram de Groot (6e) op 1'55"
- Beste Belg: 15e Serge Baguet op 1'55"
- Gele trui: Lance Armstrong
- Beste Nederlander: 30e Michael Boogerd op 1u 04' 14"
- Eerste Belg in klassement: 59e Kurt Van De Wouwer op 2u 00' 17"

### Zeventiende etappe
- Datum: donderdag 24 juli - 181 km - Dax - Bordeaux
- Winnaar: Servais Knaven, Nederland (Quickstep)
- Verloop: Knaven krijgt eindelijk loon naar werken. Léon van Bon (4e) en Bram de Groot (9e) maken ook deel uit van de kopgroep.
- Beste Nederlander: Servais Knaven (1e)
- Beste Belg: Hans De Clercq (29e) op 8'06"
- Gele trui: Lance Armstrong
- Beste Nederlander: Michael Boogerd (30e) op 1:04'13"
- Eerste Belg in klassement: 59e Kurt Van De Wouwer op 2:00'17"

### Achttiende etappe
- Datum: vrijdag 25 juli - 203 km - Bordeaux - Saint-Maixent-l'Ecole
- Winnaar: Pablo Lastras, Spanje (iBanesto.com)
- Verloop: Een kopgroep van 16 man kijgt een geweldige voorsprong. Lastras wint in een zinderende finale.
- Beste Nederlander: 65e plaats: Bram de Groot op 24'05"
- Beste Belg: 13e Christophe Brandt op 0'35"
- Gele trui: Lance Armstrong
- Beste Nederlander: 32e Michael Boogerd op 1u 04'16"
- Eerste Belg in klassement: 52e Christophe Brandt op 1u 45' 59"

### Negentiende etappe
- Datum: zaterdag 26 juli - 49 km - Pornic - Nantes
- Verloop: De beslissende tijdrit verloopt minder spannend dan verwacht. In de stromende regen komt Ullrich, Armstrongs belangrijkste concurrent, halverwege zijn tijdrit ten val en daarmee is Armstrong nagenoeg zeker van de vijfde touroverwinning.
- Winnaar: David Millar, Verenigd Koninkrijk (Cofidis)
- Beste Nederlander: Bram de Groot (28e) op 2'30"
- Beste Belg: Kurt Van De Wouwer (20e) op 2'11"
- Gele trui: Lance Armstrong
- Beste Nederlander: Michael Boogerd (32e) 1u 08' 10"
- Beste Belg: Christophe Brandt (52e) op 1u 50' 48"

### Twintigste etappe
- Datum: zondag 27 juli - 152 km - Ville d'Avray - Parijs Champs-Elysées
- Winnaar: Jean-Patrick Nazon, Frankrijk (Jean Delatour)
- Verloop: De strijd om de groene trui wordt pas in de laatste sprint beslist.
- Beste Nederlander: Servais Knaven (38e) op 0"
- Beste Belg: Hans de Clercq (44e) op 0"
- Gele trui: Lance Armstrong
- Beste Nederlander: Michael Boogerd (32e) op 1:07'55"
- Beste Belg: Christophe Brandt (55e) op 1:50'33"

## Ploegen
| - US Postal Service (Verenigde Staten) - Once - Eroski (Spanje) - Telekom - ARD (Duitsland) - iBanesto.com (Spanje) - Rabobank (Nederland) - Saeco (Italië) - Cofidis (Frankrijk) - CSC Tiscali (Denemarken) - Fassa Bortolo (Italië) - La Française des Jeux (Frankrijk) - Kelme (Spanje) - Quickstep - Davitamon (België) - Crédit Agricole (Frankrijk) - Team Bianchi (Italië) | - Lotto - Domo (België) - AG2R Prévoyance (Frankrijk) - Vini Caldirola - Sidermec (Italië) - Euskaltel - Euskadi (Spanje) - Brioches - La Boulangère (Frankrijk) - Team Gerolsteiner (Duitsland) - Alessio (Italië) - Jean Delatour (Frankrijk) |

## Eindklassementen
| Eindklassement      | Eindklassement        | Eindklassement | Eindklassement |
| ------------------- | --------------------- | -------------- | -------------- |
| Algemeen klassement | Lance Armstrong       | 83h 41' 12"    |                |
| Tweede              | Jan Ullrich           | + 1' 01"       |                |
| Derde               | Aleksandr Vinokoerov  | + 4' 14"       |                |
| Vierde              | Tyler Hamilton        | + 6' 17"       |                |
| Vijfde              | Haimar Zubeldia       | + 6' 51"       |                |
| Zesde               | Iban Mayo             | + 7' 06"       |                |
| Zevende             | Ivan Basso            | + 10' 12"      |                |
| Achtste             | Christophe Moreau     | + 12' 28"      |                |
| Negende             | Carlos Sastre         | + 18' 49"      |                |
| Tiende              | Francisco Mancebo     | + 19' 15"      |                |
| Rode Lantaarn       | Hans De Clercq (147e) | + 4h 48' 35"   |                |
| Puntenklassement    | Baden Cooke           | 216 punten     |                |
| Tweede              | Robbie McEwen         | 214 punten     |                |
| Derde               | Thor Hushovd          | 188 punten     |                |
| Bergklassement      | Richard Virenque      | 324 punten     |                |
| Tweede              | Laurent Dufaux        | 187 punten     |                |
| Derde               | Lance Armstrong       | 168 punten     |                |
| Jongerenklassement  | Denis Mensjov         | 84h 00' 56"    |                |
| Tweede              | Mikel Astarloza       | + 42' 29"      |                |
| Derde               | Juan Miguel Mercado   | +1h 02' 48"    |                |
| Ploegenklassement   | Team CSC              | 248h 18' 18"   |                |
| Tweede              | iBanesto.com          | + 21' 46"      |                |
| Derde               | Euskaltel-Euskadi     | + 44' 59"      |                |